# آدم براون (سياسي كندي)
آدم براون هو سياسي كندي، ولد في 3 أبريل 1826 في المملكة المتحدة، وتوفي في 16 يناير 1926 في كندا. حزبياً، نشط في حزب كندا المحافظ. وقد انتخب عضو مجلس العموم الكندي.